# Hazafi (Kárpátia-album)
A Hazafi a magyar Kárpátia zenekar 2025. április 1-jén megjelent, tíz új dalt tartalmazó albuma. 2025. február 18-án négy dal került bemutatásra az új albumról. 

## Dallista
1. A Hazafi
2. Lángoló Ég
3. Madárijesztő
4. Fekete Könny
5. Csűrdöngölő
6. Deszant
7. Viharmadár
8. Fogda Dal
9. Kerge Birka
10. Az Erdő

## A dalokon közreműködnek
- Petrás János – basszusgitár, ének
- Bankó Attila – dob
- Galántai Gábor – billentyű
- Bene Beáta – furulya
- Bäck Zoltán – gitár
- Sipos Barnabás – gitár

## További közreműködők
- Tatai Dorisz – Hegedű
- Laki Tamás, Némedi György, Petrás Panna, Veszteg Enikő, Veszteg Tímea, Orbán Maya, Haáz Ferenc - vokál

## Forrás
- YouTube
- Rockdiszkont
- Spotify
- Groundrecords